# Kemptener Jazz Frühling

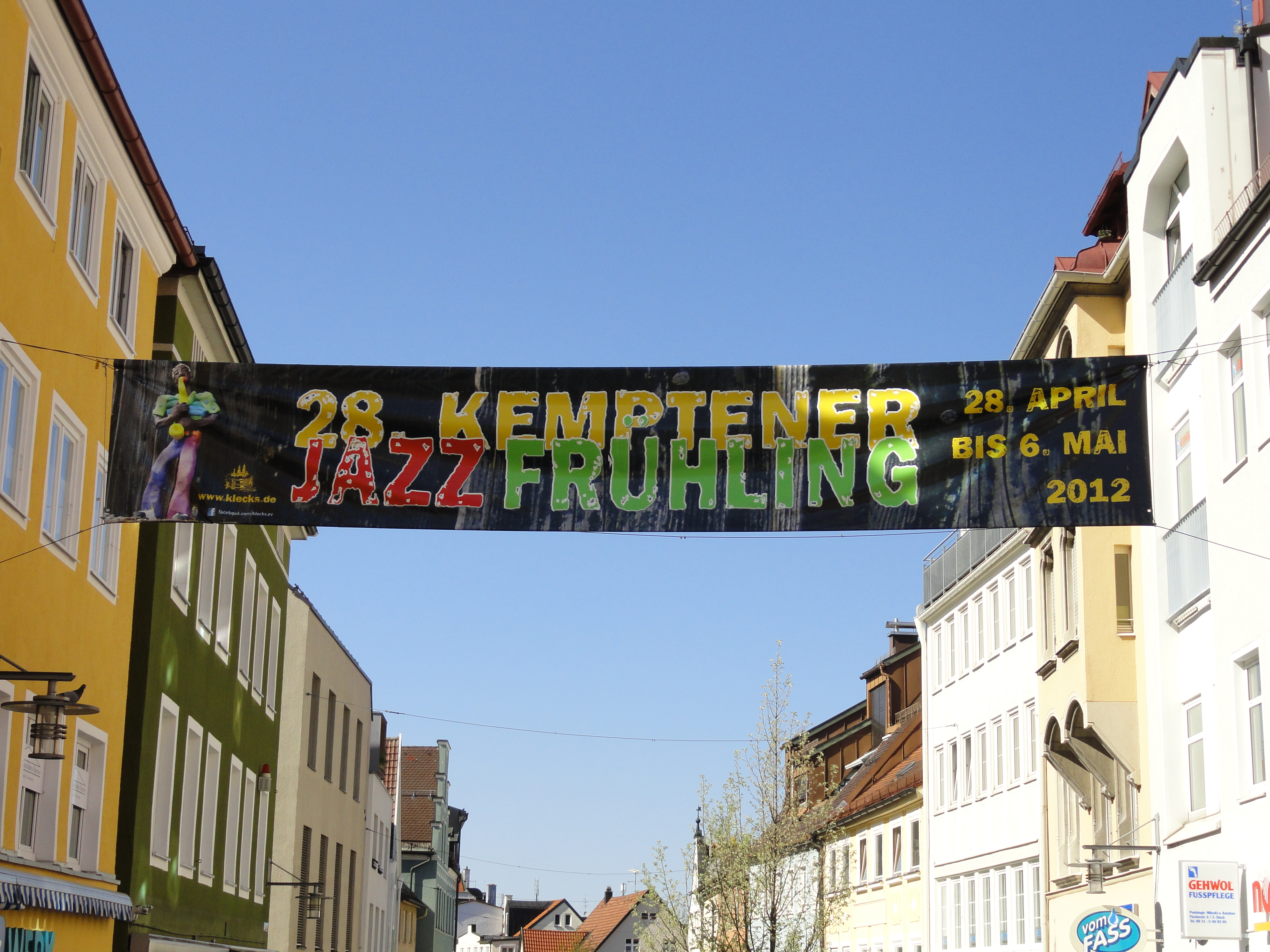
Plakat für den Kemptener Jazz Frühling in der Fischerstraße in der Nähe des Künstlerhauses

Der Kemptener Jazz Frühling ist eine kulturelle Großveranstaltung in Kempten im Allgäu. 

## Geschichte
Der Jazz-Frühling wurde im Jahr 1983 durch den damals gegründeten Kleinkunstverein Klecks organisiert. 1995 eröffnete bereits die Vereinsgaststätte Klecks am Hofgarten in der Nachbarschaft der Orangerie.
Eröffnet wird die Veranstaltung auf dem Rathausplatz in der Altstadt. Bei der fünften Auflage im Jahr 1989 kamen 11.000 Gäste in die Säle, Gaststätten und Kneipen der Stadt. Organisiert wird das Fest von etwa 700 ehrenamtlichen Vereinsmitgliedern des Kleinkunstvereins.
Die neun Tage währende Veranstaltungsreihe im April/Mai ist eines der größeren Jazz-Festivals in Deutschland. Eine weitere musikalische Veranstaltung in Kempten ist die Musiknacht in Kneipen sowie der APC-Sommer in den überdachten Thermen des Archäologischen Parks Cambodunum.
Für 2020 wurde die Veranstaltung wegen der weltweiten COVID-19-Pandemie abgesagt.

## Musik-Bandbreite
Gespielt wird Folkmusik, Blues und Rock, Modern Jazz, Latin, Hip-Hop, Avantgarde sowie Dixieland-Musik. Am beliebtesten bei den meisten Besuchern ist der traditionelle Jazz. Aufgetreten sind bisher beispielsweise die Künstler Lionel Hampton, Michel Petrucciani oder das Dave Brubeck Quartett. Es spielen bekannte Musiker, Newcomer und Anfänger.
In der St.-Mang-Kirche finden Gospelkonzerte statt. Auch im Festsaal des Kornhauses wird gespielt.